# Tartarin de Tarascon (film, 1934)
Pour plus de détails, voir Fiche technique et Distribution.
Tartarin de Tarascon est un film français réalisé par Raymond Bernard, sorti en 1934.

## Synopsis
Les aventures de Tartarin de Tarascon, le personnage romanesque créé par Alphonse Daudet.
Tartarin est un bourgeois fanfaron et robuste qui vit à Tarascon, sa réputation repose sur des récits de voyages et d'aventures, plus ou moins inventés. Il se voit alors obligé de quitter son pays et rejoindre l'Afrique pour y chasser le fauve afin d'impressionner son entourage. Là-bas, il vivra des aventures dignes d'un Don Quichotte !

## Fiche technique
- Titre : Tartarin de Tarascon
- Réalisation : Raymond Bernard
- Scénario : Marcel Pagnol d'après le roman d'Alphonse Daudet
- Dialogues : Marcel Pagnol
- Décors : Lucien Carré
- Direction artistique : Jean Perrier, Lucien Grunberg (assistant)
- Musique : Darius Milhaud
- Ingénieur du son : Antoine Archimbaud
- Direction de la photographie : Jules Kruger et Robert Lefebvre
- Société de production : Pathé-Natan
- Distribution : Pathé Distribution
- Pays d'origine :  France
- Langue : français
- Tournage extérieur : Beaucaire (Gard), Tarascon (Bouches-du-Rhône), Bou Saâda (Algérie)[1]
- Format : Noir et blanc — 35 mm — 1,37:1 — Son : Mono (RCA procédé Photophone)
- Genre : Comédie
- Durée : 95 min
- Date de sortie : France - 10 novembre 1934

## Distribution
- Raimu : Tartarin
- Fernand Charpin : Bravida
- Jean Sinoël : Bézuquet
- Paul Ollivier : Costecalde
- Jean d'Yd : Ladevèze
- Marcel Maupi : Tastevin
- Louis Kerly : Castel
- Auguste Mouriès : Barbassou
- Mas Andres : le coiffeur
- Saint-Granier : le prince Grégory
- Milly Mathis : Jeannette
- Maximilienne : Mme Ladevèze
- Jenny Hélia : la princesse Baïa
- Blanche Poupon : Mme Bézuquet

Non Crédités :
- Madeleine Robinson : une dame au casino
- Henri Vilbert : le facteur
- Henriette Leblond